# Manoir de Kerguen (Caudan)
Le manoir de Kerguen  est un édifice situé à Caudan, en France.

## Situation
Le manoir est situé sur le territoire de la commune de Caudan, au lieu-dit Kerguen, dans le département du Morbihan, en région Bretagne.

## Description
Le manoir adopte un plan massé à un étage carré surmonté d'un comble à surcroît,  élévation à deux travées. La tour d'escalier rectangulaire construite sur le mur postérieur abrite un escalier à vis en hors-œuvre qui dessert l'étage. Au dessus de la porte d'entrée, une niche à larmier abritait une pierre armoriée disparue. Toiture à longs pans recouverte en ardoises, pignon découvert. La dépendance en rez-de-chaussée située en alignement du manoir est couverte en tuile mécanique.

## Histoire
Le manoir est construit vers 1500. Il est alors le siège d'une seigneurie qui dépend de la paroisse de Saint-Caradec-Hennebont et possède une chapelle privée, toujours en place. D'après le procès verbal d'estimation dressé en 1793, le manoir de Kerguen est déjà déclassé en ferme. René-Louis-Félicité Geffroy de Villeblanche loue son manoir à un fermier nommé Henri Le Pesquer. C'est peut-être à la suite de ce déclassement que le comble à surcroît est surélevé pour être utilisé comme grenier. Au XVIe siècle, le manoir communiquait probablement avec une partie sans étage, sans doute la cuisine, totalement remaniée par la suite et transformée en dépendance. L'enclos du manoir abrite une chapelle orientée, partiellement détruite et remaniée, qui était incorporée dans un alignement de dépendances disparues figurant sur le plan cadastral de 1818.
Il est inscrit à l'inventaire général du patrimoine culturel.